# Sveriges socialdemokratiska ungdomsförbund
Sveriges socialdemokratiska ungdomsförbund (SSU) er den officielle ungdomsorganisation for Sveriges socialdemokratiska arbetareparti. Organisationen har 10 000 medlemmer, hvilket gør den til Sveriges tredje største politiske ungdomsorganisation.
SSU blev grundlagt i 1917 og har haft flere prominente formænd, bl.a. tidligere statsminister Ingvar Carlsson (1961-1967) og tidligere udenrigsminister Anna Lindh (1984-1990).
SSU er medlem af International Union of Socialist Youth og Young European Socialists .